# Echinorhynchus
 Echinorhynchus  ist eine Gattung der Kratzwürmer, die als adulte Tiere ausnahmslos als Darmparasiten in Meeres- und Süßwasserfischen leben und bei diesen eine Echinorhynchose auslösen.

## Merkmale
Bei den Vertretern der Gattung Echinorhynchus handelt es sich um kleine bis mittelgroße Arten der Kratzwürmer, die wie andere Arten der Echinorhynchidae keine Stacheln am Rumpf besitzen. Kennzeichnend ist der mehr oder weniger zylindrische Rüssel (Proboscis) und die entsprechende Rüsselscheide mit einem Ganglion im mittleren Wandbereich. Außerdem ist bei ihnen das Lakunensystem des Teguments durch zahlreiche Anastomosen miteinander verbunden. Der Rüssel ist zudem mit zahlreichen Haken bestückt, die einfache Wurzelfortsätze besitzen und zur Rüsselbasis kleiner werden. Die Männchen besitzen 6 Zementdrüsen.
Die Eier der Arten sind lang und spindelförmig und besitzen typische Ausbuchtungen an den Eipolen.

## Lebensweise
Die Arten der Gattung Echinorhynchus leben als ausgewachsene Tiere als Darmparasit ausschließlich im Darm von Fischen. Dabei gibt es Arten, die sich auf Süßwasserfische beschränken und andere, die nur in Meeresfischen oder in beiden vorkommen. Als Zwischenwirte wirken Kleinkrebse wie Flohkrebse oder wasserlebende Asseln.

## Arten
Innerhalb der Gattung werden etwa 80 Arten unterschieden. Zu den bekanntesten Arten gehören die folgenden:
- Echinorhynchus truttae
- Echinorhynchus gadi
- Echinorhynchus salmonis
- Echinorhynchus borealis
- Echinorhynchus myoxi